# Hip hip hurra! Kunstnerfest på Skagen
Hip hip hurra! Kunstnerfest på Skagen er et oliemaleri på lærred fra 1888 af den danske maler P.S Krøyer. Maleriet viser flere medlemmer af Skagensmalerne: danske, norske og svenske kunstnere, der dannede en kunstnerkoloni i Skagen på den nordlige spids af Jylland i 1880'erne og begyndelsen af 1890'erne.
Hip hip hurra! er typisk for skagensmalerne, som lignede de franske impressionister og naturalister, og er kendetegnet ved deres brug af lyset i malerier til at fremhæve detaljer. Billedet ligner også den danske guldalder, i at skildre kunstnere sammen, som Ditlev Blunck og Wilhelm Bendz begyndte med. Udviklingen af Krøyers Skagenstil kan ses ved at sammenligne Hip, Hip, Hurra! med Ved frokosten, som er et maleri fra 1883, der indeholder mange af de samme mennesker.

## Værkets titel
Værket titel referer til det såkaldte "skagenshurra", som stammer fra Christian Krohg; det lyder, når én råber "hip", hvorefter selskabet råber et "hurra", derefter råber forråberen "hip hip" selskabet råber "hurra hurra" og slutteligt råbes "hip hip hip" og så svarer selskabet med tre hurraer.

## Tilblivelsestidspunkt
I 1884 flyttede Anna og Michael Ancher ind i et hus på Markvej 2, som de havde købt. Maleriet blev påbegyndt i 1884 inspireret af en fest i husets have.

## Motiv
Maleriet var inspireret af fem fotografier fra festen i Anchers have af den tyske kunstner Fritz Stoltenberg, selv om personerne på fotografierne og maleriet ikke alle er de samme. Krøyer kom uopfordret til Anchers hus morgenen efter festen med sit staffeli og farver, ivrig efter at begynde at tegne, og forventede frihed til at komme og gå som han ville. Hans manglende hensyntagen irriterede Ancher, som først for nylig var flyttet til huset for at slippe for bylivets stress og jag. Det medførte de to kunstneres første alvorlige konfrontation. Selv om de forsonedes kort efter, fik Krøyer ikke ubegrænset adgang til Anchers have, som han havde forventet, og frustreret kæmpede han for at komme videre med arbejdet. Han færdiggjorde arbejdet i Anchers gamle lejlighed og arbejdede ud fra fotos og fra de besøg i haven, hvortil han var inviteret ved andre lejligheder. Det tog fire år, før han kunne fuldende billedet.
Helga Ancher, Anna og Michael Anchers datter, som ikke var et år gammel ved festen, er vist ældre i det endelige maleri. Det tyder på, at hun først kom med senere. Et billede af maleriet i Krøyers atelier viser en anden opstilling uden Helga.

### Kunstnersammenkomster
Krøyer malede flere kunstnersammenkomster med kunstnerne samlet om et bord med mad og drikkevarer. Det første var fra 1879, Kunstnerfrokost Cernay-la-Ville, malet spontant i en lille by sydvest for Paris. Flere af kunstner er ikke genkendelige. I 1883 malede han Ved frokosten. Her kan personerne på billedet genkendes. Frokost i Sora er malet i 1880 med fire personer om bordet. Sidste maleri af kunstnere om et bord malede han i 1890 Ved frokosten i Civata d'Antino.
- Kunstnerfrokost i Cernay-la-Ville, 1879, Skagens Museum
- Frokost i Sora, 1880, Nasjonalmuseet for kunst, arkitektur og design, Oslo
- Ved Frokosten, 1883, Skagens Kunstmuseer
- Ved frokosten i Civata d'Antino, 1890, Den Hirschsprungske Samling, København

## Proveniens
Den svenske kunstsamler Pontus Fürstenberg købte maleriet, før det blev malet færdigt. Det blev udstillet på Charlottenborg Forårsudstilling i 1888, og Fürstenberg donerede det senere til Göteborgs Konstmuseum, hvor det har hængt lige siden. Skagens Museum har en lille skitse af det fra 1888 (olie på træ, 32,3 x 41 cm).

## Persongalleri
Fra venstre til højre er følgende afbilledet: Martha Møller Johansen og hendes mand maleren Viggo Johansen, dernæst den norske maler Christian Krohg, Krøyer, Degn Brøndum (Anna Anchers bror), Michael Ancher, den svenske maler Oscar Björck, den danske maler Thorvald Niss, lærer Helene Christensen (som havde været Krøyers kæreste), Anna Ancher og hendes datter Helga Ancher. Krøyer havde ønsket at Eilif Peterssen skulle med på billedet, men han dukkede ikke op, så han kunne sidde model.

## Forstudier
Dateringen af de første studier er usikker; enten 1884 eller 1885. Krøyer tegnede et nytårskort den 30.-31. december 1884 med ideen til billedets opbygning. Krøyer har dateret en stor karton 13. juli 1885. Krøyer lavede flere studier af personer, som eksempelvis Anna Ancher med datteren Helga.
En olieskitse på træ findes på Skagens Kunstmuseum, hvor kompositionen er fastlagt, men her kigger Krøyer på beskueren. Derudover findes to skitser på museet. På det endelige billede kigger alle mod bordets midte bortset fra Anna og Helga Ancher. Oscar Björck havde malet et portræt af Krøyer, som han anvendte som forlæg for sit eget portræt på maleriet. Der findes et maleri fra 1885, olie på lærred, 40 x 28 cm, af Anna og Helga Ancher i Michael og Anna Anchers Hus siddende på en bænk til højre for et bord med hvid dug.

## Komposition
Kompositionen er fastlagt via nogle forstudier. På det endelige maleri har Krøyer placeret sig selv i selskabets midte, og selskabet har fokus på bordets midte og Krøyer, undtagen Helga og Anna Ancher. Krøyers position understeges af Thorvald Niss, der læner sig ind over bordet, og hans løftede arm peger på ham. Krøyer selv er travlt optaget af at dirigere selskabet til et "Hip, hip, hurra".